# Erpressung

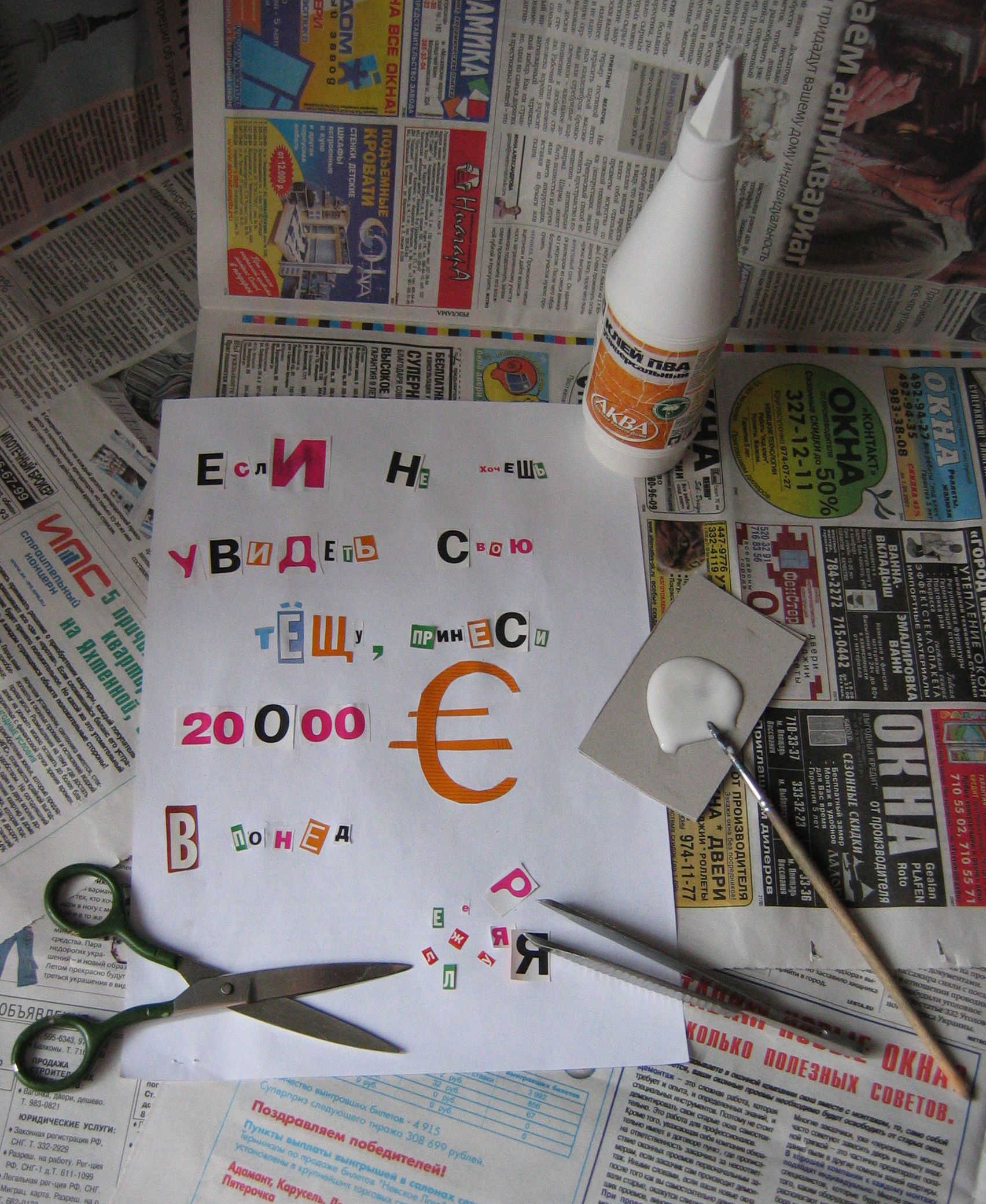
Erpresserbrief

Bei der Erpressung versucht jemand, sich selbst oder Dritte rechtswidrig durch Gewalt oder durch Androhung eines empfindlichen Übels zu Lasten eines anderen zu bereichern. Insofern ist die Erpressung von der Nötigung zu unterscheiden, die keine Bereicherungsabsicht oder Vermögensschädigung voraussetzt. Als rechtswidrig gilt die Tat, wenn die Zweck-Mittel-Relation zwischen der Nötigungshandlung, also der Gewalt oder der Drohung und dem angestrebten Nötigungszweck, als verwerflich anzusehen ist.

## Rechtslage in Deutschland
Die Erpressung aus juristischer Perspektive nach § 253 StGB setzt neben der Nötigung einen durch sie bewirkten Vermögensnachteil des Genötigten oder eines Dritten voraus. Der Genötigte bedarf dabei einer echten Wahlfreiheit, ob er die Handlung des Täters hinnimmt oder mittels einer (Selbst-)Schädigung den Vermögensschaden herbeiführt.
Bei der Rechtswidrigkeit ist zu unterscheiden:
- Einerseits muss nach § 253 Abs. 2 StGB die Nötigungshandlung zu dem angestrebten Zweck (Bereicherung) verwerflich und damit rechtswidrig sein (wie bei § 240 Abs. 2 StGB, Nötigung). Ohne dieses Kriterium wäre z. B. die Durchsetzung von Darlehensforderungen des Gläubigers gegenüber einem Schuldner mit der Drohung einer gerichtlichen Zwangsvollstreckung strafbar.
- Andererseits muss die angestrebte Bereicherung selbst rechtswidrig sein. Die Bereicherung ist rechtswidrig, wenn sie objektiv im Widerspruch zur Vermögensordnung steht. Die Durchsetzung eines fälligen und einredefreien Anspruches mit Nötigungsmitteln ist nicht unrechtmäßig im Sinne der Vorschrift. Auf die Unterscheidung zwischen Stück- und Gattungsschuld kommt es nicht an. Hier ist dann auch von Bedeutung, wie man eine Geldschuld rechtlich einordnet.[1]

Problematisch ist häufig das Verhältnis zu anderen Vermögensdelikten, insbesondere zum Betrug, bei dem – statt der Nötigung – eine Täuschung die Vermögensverfügung und den Schaden verursacht.
Ob die mit der Androhung der Veröffentlichung von entehrenden, aber nicht verbotenen Informationen erstrebte (oder erreichte) Vermögensverfügung eine tatbestandliche Erpressung darstellt, ist in bestimmten Fällen sehr zweifelhaft, wenn die Informationen, die die gewerbliche Sphäre betreffen, wahr sind und eine die Öffentlichkeit berührende Frage betreffen. Siehe speziell die sogenannte Chantage (Androhung von Enthüllungen zum Zweck der Erpressung).
Prozessrechtlich kann das Opfer einer Erpressung privilegiert werden, wenn es mit der Drohung, eine Straftat anzuzeigen, erpresst wird. Die Staatsanwaltschaft kann, wenn nicht die Schwere der Tat entgegensteht, von der Verfolgung gemäß § 154c StPO absehen.
Die räuberische Erpressung (§ 255 StGB) ist die durch qualifizierte Nötigungsmittel (Gewalt gegen eine Person oder Drohung mit Gefahr für Leib und Leben) vorgenommene Erpressung. Sie stellt eine Qualifikation zur Erpressung dar.
Eine Entführung wird zum erpresserischen Menschenraub i. S. v. § 239a StGB, wenn der jeweilige Straftäter einen Vermögensvorteil, also z. B. ein Lösegeld für den Entführten verlangt.

### Wortlaut des § 253 StGB
(2) Rechtswidrig ist die Tat, wenn die Anwendung der Gewalt oder die Androhung des Übels zu dem angestrebten Zweck als verwerflich anzusehen ist.
(3) Der Versuch ist strafbar.

## Emotionale Erpressung
Emotionale Erpressung findet statt, wenn ein Erpresser einem Erpressten glaubhaft Schuldgefühle androht (Beispiel: „Wenn du das machst, spring ich von der Brücke!“).
Die Psychologische Psychotherapeutin Doris Wolf beschreibt Techniken und Strategien der emotionalen Erpressung und bezeichnet Schuldgefühle als überflüssig und schädlich.